# Archipiélago Wellington
El archipiélago Wellington  situado en el océano Pacífico en la región austral de Chile, al sur del golfo de Penas, es el más grande de la Patagonia chilena.
Está formado por islas que se agrupan en dos sectores principales, al norte y al sur del canal Adalberto. En la parte norte se encuentran las islas Juan Stuven, Jungfrauen, Millar, Prat y Little Wellington; y en la parte sur, las islas Wellington, Lavinia, Angamos, Knorr y Chipana.
Administrativamente pertenece a la XI Región de Aysén y a la XII Región de Magallanes.
Desde hace aproximadamente 6.000 años sus costas fueron habitadas por el pueblo kawésqar. A comienzos del siglo XXI este pueblo había sido prácticamente extinguido por la acción del hombre blanco.

## Ubicación
Situado al sur del golfo de Penas, es el más grande de la Patagonia chilena, tiene por límites:
- al norte, el paso Suroeste;
- al este, el canal Messier, la Angostura Inglesa, el paso del Indio, el canal Escape y el canal Wide;
- al sur, el canal Trinidad;
- al oeste, el canal Fallos, el canal Ladrillero y el canal Picton.

Su dirección general es N-S y tiene un largo de 141 nmi y un mayor ancho al sur del paso del Indio de 40 nmi.
Está formado por islas que se agrupan en dos sectores principales, al norte y al sur del canal Adalberto: en la parte norte se encuentran las islas Juan Stuven, Jungfrauen, Millar, Prat y Little Wellington; y, en la parte sur, las islas Wellington, Lavinia, Angamos, Knorr y Chipana.

## Geología y orografía
Son una sucesión de tierras altas y barrancosas con numerosas cumbres y promontorios muy parecidos entre sí. Sus cabos y puntas terminan en forma abrupta. Lo anterior, unido al silencio y soledad del entorno hacen de estas islas y canales una de las regiones más bellas del planeta.
Las costas son acantiladas y sus canales, en general son limpios y abiertos, donde hay escollos estos están invariablemente marcados por sargazos.
Existen alturas bastante notables que sirven para reconocer la entrada a los diferentes senos, canales o bahías. Estas están claramente indicadas en las respectivas cartas y derroteros de la región.
En el pasado se produjo un hundimiento del territorio provocado por el encuentro, frente a la península de Taitao, de tres placas tectónicas: la de Nazca y la Antártica que se mueven hacia el este, y la Sudamericana que se desplaza hacia el oeste. Esta situación ocasionó un notorio hundimiento del borde de la placa Sudamericana bajando los suelos a su nivel actual, lo que se puede comprobar por la fragmentación del territorio y la penetración del mar en los lugares hundidos, surgiendo gran cantidad de islas.
Data de la época terciaria; y es producto de la misma causa geológica que hizo aparecer primero la cordillera de la Costa y luego la de los Andes. En la edad glacial, tomó su aspecto actual siendo la continuación hacia el sur de la cordillera de la Costa.
Es de origen ígneo por la clase de roca que lo constituye y por su relieve áspero e irregular, característico de las cadenas de erupción.

## Climatología
La región es afectada continuamente por vientos del oeste y por el paso frecuente de sistemas frontales. Estos sistemas frontales se generan en la latitud 60° S, zona en la que confluyen masas de aire subtropical y masas de aire polar creando un cinturón de bajas presiones que forma los sistemas frontales.
Esta área tiene un clima que se conoce como “templado frío lluviosos” que se extiende desde la parte sur de la X Región de Los Lagos hasta el estrecho de Magallanes. Aquí se registran las máximas cantidades de precipitaciones, en isla Guarello se han alcanzado hasta 9.000 mm anuales.
La nubosidad atmosférica es alta, los días despejados son escasos. La amplitud térmica es reducida, la oscilación anual es de aproximadamente 4 °C con una temperatura media de 9 °C. Precipita durante todo el año siendo más lluvioso hacia el otoño.
Existen solo dos estaciones: verano e invierno. El verano comienza en septiembre y los vientos empiezan a rondar del NW al SW. Los días comienza a ser más largos y en octubre puede haber algunos días despejados. En los meses de diciembre, enero y febrero los vientos ya soplan casi exclusivamente del SW con gran intensidad.
Las lluvias, en esta estación, son frecuentes pero no tan persistentes como en el invierno y se presentan bajo la forma de fuertes y copiosos chubascos. La mejor época del año es la que va de febrero a abril. En mayo se observan bravezas de mar que traen mucha marejada. En mayo caen las primeras nevazones las que continúan durante todo el invierno. Las nevazones a veces son tan espesas que la visibilidad se ve reducida a no más de 100 metros. El viento ha rondado al NW. Los meses de junio y julio se consideran los peores del año. El mal tiempo es el estado normal de la región, el buen tiempo es un accidente transitorio
En la mayoría de los senos, esteros y canales las tierras altas hacen cambiar la dirección del viento verdadero. El viento tiende a soplar a lo largo de los canales, siguiendo su dirección y hacia abajo en los valles.
En los puertos y fondeaderos que se encuentran a sotavento de las tierras altas, cuando los chubascos que soplan por lo alto encuentran quebradas o valles, bajan por ellos en forma repentina y violenta, a estos chubascos se les conoce como “williwaws”.
El viento dominante en toda la zona según el mes es: enero del NW – febrero del W – marzo y abril del W – mayo ronda al S – junio cambia al SW – julio y agosto entre el W al SW – septiembre del E y del N – octubre del W – noviembre del W al NW y en diciembre del WNW.

## Flora y fauna
En las laderas y hondonadas de los cerros crece un bosque tupido que se afirma en los intersticios de las rocas, los árboles se entrelazan unos con otros. Normalmente no se desarrollan sobre los 50 metros sobre el nivel del mar, pero donde está resguardado del viento dominante sube hasta los 200 y 300 metros sobre dicho nivel.
Sobre la roca desnuda se observa una formación esponjosa sobre la cual crecen líquenes y musgos desde los cuales surge el agua a la menor presión que se ejerza sobre su superficie. Algunos árboles son el haya, el tepú y el canelo.
El reino animal es muy reducido, se pueden encontrar el zorro y algunos roedores. Hay lobos y nutrias. Entre las aves terrestres y acuáticas podemos encontrar el martín pescador, el tordo, el zorzal, el cisne, el pato, el pingüino, el canquén, la gaviota y el quetro o pato a vapor. Entre los peces se encuentran el róbalo, el pejerrey, el blanquillo y la vieja. Entre los mariscos hay centollas, jaibas, erizos y choros.

## Historia
A contar de 1520, con el descubrimiento del estrecho de Magallanes, pocas regiones han sido tan exploradas como la de los canales patagónicos. En las cartas antiguas la región de la Patagonia, entre los paralelos 48° y 50° Sur, aparecía ocupada casi exclusivamente por una gran isla denominada “Campana” separada del continente por el “canal de la nación Calén”, nación que se supuso existió hasta el siglo XVIII entre los paralelos 48° y 49° de latitud sur.
Desde mediados del siglo XX esos canales son recorridos con seguridad por grandes naves de todas las naciones, gracias a los numerosos reconocimientos y trabajos hidrográficos efectuados en esas peligrosas costas.
Por más de 6.000 años estos canales y sus costas han sido recorridas por los kawésqar, indígenas, nómades canoeros. Hay dos hipótesis sobre su llegada a los lugares de poblamiento. Una, que procedían del norte siguiendo la ruta de los canales chilotes y que atravesaron hacia el sur cruzando el istmo de Ofqui. La otra es que procedían desde el sur y que a través de un proceso de colonización y transformación de poblaciones cazadoras terrestres, procedentes de la Patagonia Oriental, poblaron las islas del estrecho de Magallanes y subieron por los canales patagónicos hasta el golfo de Penas. A comienzos del siglo XXI este pueblo había sido prácticamente aniquilado por la acción del hombre blanco.

## Descripción sector norte

### Paso Suroeste
Mapa del paso
Es el canal que separa la costa sur de las islas del archipiélago Guayaneco de la costa norte de la isla Juan Stuven. Tiene un largo de 17 nmi en dirección general WSW, uniendo la bahía Tarn con el canal Fallos; en algunos sectores es muy angosto. En su boca oeste hay varias rocas e islotes que impiden la navegación.

### Isla Jungfrauen
Mapa de la isla
Es de gran tamaño, 10 nmi de N-S por 24 nmi a 90°. Su contorno es muy recortado. Tiene profundos senos que casi la cortan en varias partes.

### Isla Juan Stuven
Mapa de la isla
Mide 12 nmi de largo en dirección general N-S por 6 nmi de ancho a 90°. Por su lado norte corre el paso Suroeste que la separa de las islas del archipiélago Guayaneco. Por el lado este corre el canal Messier, por el sur y el oeste un canal sin nombre.
El extremo NE de la isla lo forma la punta Li. Sus costas, excepto la oriental, son muy recortadas y quebradas.

### Isla Millar
Ubicada 6 nmi de la entrada norte del canal Messier. Tiene 7 nmi de largo por 2 nmi de ancho. La recorre en todo su ancho una cadena montañosa cuya mayor altura es de 743 metros. La isla es una excelente referencia para las naves que desean tomar el canal Messier viniendo desde el golfo de Penas.

### Seno Otto
Mapa del seno
Abre entre la isla Hornby y el extremo norte de la isla Schucht. Se interna 12 nmi en la isla Jungfrauen.

### Canal Barbarossa
Mapa del canal
Corre desde el seno Hornby hasta el canal Fallos, entre el lado norte de la isla Prat y el lado sur de las islas Úrsula y Jungfrauen. Tiene 30 nmi de largo. No ha sido levantado.

### Isla Prat
Mapa de la isla
Situada al sur  de la isla Jungfrauen. Es de forma triangular. Mide 22 nmi sus lados más largos. Sus costas oriental y occidental son muy recortadas y quebradas formando varias bahías y esteros. Por su lado norte corre el canal Barbarossa, por el este y sureste el canal Albatross y por el oeste el canal Fallos. De relieve montañoso. De norte a sur la recorre una cadena de cerros entre los que destacan: el cerro Silla en el sector NW y en el centro los cerros Nevado, Redondo y Sombrero.

### Canal Fallos
Mapa del canal
Su lado oriental está formado por las islas Jungfrauen, Prat, Little Wellington y Wellington; por su lado occidental están los islotes Bynoe y las islas Campana, Orella y Aldea. Comienza al sur del golfo de Penas y termina en el paso The Nick donde se une a los canales Ladrillero y Machado. Su largo es de 60 nmi. Las primeras 30 nmi de su curso están orientas en dirección SW y luego gira hacia el sur hasta su término.
El gran problema del canal es su acceso norte pues entre la isla Byron y los islotes Bynoe hay varios farallones y rocas ahogadas donde la mar rompe con violencia y hace muy difícil y riesgosa la recalada. Como el canal Messier abre un poco más al este y ambos corren prácticamente paralelos es bajo todo punto de vista preferible esa ruta.

### Canal Albatross
Mapa del canal
Separa las costas E y S de la isla Prat de las costas NW y N de la isla Little Wellington, comunicando los canales Messier y Fallos. Desde el seno Hornby corre en dirección S por 14 nmi y luego al SW por otras 10 nmi. Desemboca en el canal Fallos entre las puntas Jasmund de la isla Prat y Albatross de la isla Little Wellington.
En el primer tramo se forma la angostura Alemana, cuyo menor ancho es 1 cable y su menor profundidad de 8,25 metros. En el punto en que cambia de dirección se abre el seno Waldemar un brazo de mar de 10 nmi de saco. El canal es poco frecuentado por lo que se recomienda navegarlo solo si se cuenta con un práctico local.

### Isla Little Wellington
Mapa de la isla
Situada 1 nmi al SE de la isla Prat y en lado oriental del canal Fallos. Mide 35 nmi en dirección general N-S por 16 nmi de mayor ancho a 90°. Por sus lados N y NW corre el canal Albatross, por el lado E el canal Messier, por el S el canal Adalberto y por el W el canal Fallos. Las costas N y E son recortadas y quebradas. En su costa norte se forma el seno Waldemar que tiene 10 nmi de saco.

### Canal Adalberto
Corre entre la isla Little Wellington por el norte y las islas Knorr y Wellington por el sur, uniendo los canales Messier y Fallos, tiene una longitud de 18 nmi. Es profundo y limpio; sus costas son parejas y acantiladas, cubierta de bosques en su parte baja y sin vegetación en la parte alta.
Separa el archipiélago Wellington en dos partes principales; en la parte norte se ubican las islas Juan Stuven, Jungfrauen, Millar, Prat y Little Wellington; en la parte sur las isla Knorr, Angamos y Wellington.

## Descripción sector sur

### Isla Knorr
Mapa de la isla
Situada 1 nmi al SW de la isla Little Wellington. Es de forma triangular. Tiene 9 nmi en su base y 6 nmi en su altura. Por el lado norte corre el canal Adalberto, por el este el canal Erhardt y por el oeste el canal Fallos. Su extremo NE es la punta Plana y el extremo SW la punta Williblad.

### Isla Wellington
Mapa de la isla
Ubicada entre los canales Adalberto y Trinidad. Mide 85 nmi en el sentido N-S por 36 nmi a 90°. Es la de mayor porte del archipiélago Wellington. Es montañosa y alta. En su sector sur se elevan los montes Middleton, Orejas de Burro y el Doble Pico. Las costas sur y oeste son quebradas y sinuosas.

### Canal Machado
Mapa del canal
Corre entre las islas Wellington y Angamos. Su largo total es de 28 nmi. Comienza al SE del paso The Knick y se dirige por 10 nmi hacia el SE, luego cambia de dirección hacia el S por  otras 18 nmi. uniéndose al canal Ladrillero. En su primer tramo tiene un ancho de entre 1 y 2 nmi, pero en el segundo este disminuye hasta ¼ de milla pero su navegación no ofrece dificultad. En el extremo sur se encuentra el puerto Abrigado que tiene un excelente fondeadero en fondo de fango y 18 metros de profundidad.

### Isla Angamos
Mapa de la isla
Situada inmediatamente al sur de la isla Lavinia. Es de gran tamaño: 18 nmi en su eje NW-SE por 12 nmi en el eje E-W. Su parte norte es montañoso y en su extremo NE se eleva el monte Siegfried notable por estar casi siempre cubierto de nieve. El canal que la separa de la isla Lavinia no ha sido sondado; por el lado este corre el canal Machado y por el suroeste el canal Hernán Gallego que la separa de la isla Chipana.

### Canal Hernán Gallego
Mapa del canal
Abre en la costa este del canal Ladrillero separando la isla Angamos de la península Singular de la isla Wellington. Recorre 15 nmi en dirección NW-SE para unirse al canal Machado. Es profundo y no ofrece dificultades a la navegación excepto donde se une al canal Machado en que hay algunos islotes de cuidado.

### Isla Chipana
Mapa de la isla
Incrustada en la costa norte de la península Singular de la isla Wellington. Tiene 7 nmi de largo en su eje NW-SE y 5 nmi a 90°. Por su lado norte corre el canal Hernán Gallego, por los lados este y sur el canal del Laberinto y por el oeste el canal Ladrillero.

### Canal Picton
Mapa del canal
Fluye entre el extremo NW de la península Wharton de la isla Wellington y las islas Stortebecker, Kalau y Rivera. Tiene un largo de 38 nmi en dirección general SSE, su ancho medio es de 1 nmi. En su costa oriental, en el sector norte, se encuentra el bajo Picton que deja un paso navegable muy estrecho. En este bajo se varó, en 1916, el transporte Casma de la Armada de Chile. Debido al bajo Picton el canal es navegable por todo tipo de naves siempre que tengan menos de 7,60 metros de calado.